# Cisticole de Dorst
Cisticola guinea
Espèce
Synonymes
- Cisticola dorsti

Statut de conservation UICN

 LC  : Préoccupation mineure
La Cisticole de Dorst (Cisticola guinea) est une espèce de passereaux de la famille des Cisticolidae.
Son nom est en l'honneur de l'ornithologue Jean Dorst (1924-2001).
Son aire disjointe s'étend à travers l'Afrique de l'Ouest.
Elle est très semblable à la Cisticole à tête rousse (Cisticola ruficeps) mais présente un capuchon plus terne et un ventre plus beige.